# Droomhuis Gezocht
Droomhuis Gezocht is een Nederlands tv-programma van Omroep MAX. In het programma zoeken Nederlanders een nieuw huis in het buitenland. Begeleid door de presentator gaan mensen woningen in het land van bestemming bekijken die mogelijk passen bij hun budget en wensen. De presentator  laat verschillende opties zien en bekijkt met de huizenzoekers de mogelijke woonomgeving. 

## Presentatie
Sybrand Niessen was vanaf het begin in 2010 tot 2021 de presentator van het programma. In 2021 nam Dionne Stax de presentatie over van Niessen. Sinds 2018 is Carrie ten Napel mede-presentator. Zij geeft informatie over de regels van het land en bekijkt lokale historische en culturele plekken. 